# Ilex fructiclipeata
Ilex fructiclipeata är en järneksväxtart som beskrevs av José Cuatrecasas. Ilex fructiclipeata ingår i släktet järnekar, och familjen järneksväxter. Inga underarter finns listade i Catalogue of Life.